# 下雙溪 (嘉義縣)
下雙溪，是臺灣嘉義縣六腳鄉的一個傳統地域名稱，位於該鄉南部偏西。相較於今日行政區，其範圍大致為正義村西南半部不含西部南端凸出部分。

## 歷史
台灣日治初期，下雙溪地區為一街庄（舊制街庄），稱為「下雙溪庄」，隸屬於大槺榔西堡。該庄昔日西北邊北段及東北邊西段與六腳佃庄為鄰，東北邊中至東段與潭仔墘庄、溪墘厝庄為鄰，東南邊及西南邊分別隔牛稠溪與雙溪口庄、樸仔腳街為界，西北邊南至中段為更藔庄。
1901年（日治明治三十四年）11月11日，全台廢縣廳改設二十廳，該庄隸屬於嘉義廳。1904年（明治三十七年）2月20日，該庄編入「大槺榔區」，隸屬於嘉義廳。1905年（明治三十八年）7月1日，嘉義廳內管轄區域調整，該庄改隸屬於「樸仔腳區」。1909年（明治四十二年）10月25日，全台合併二十廳為十二廳，樸仔腳區仍隸屬於嘉義廳。1920年（大正九年）10月1日，全台地方制度大改正，廢十二廳改設五州二廳，該庄改制為「下雙溪」大字，隸屬於臺南州東石郡六腳庄（新制街庄）。
戰後六腳庄改制為六腳鄉，隸屬於臺南縣，大字亦改制為村。1950年10月25日，雲、嘉、南分治，六腳鄉改隸屬嘉義縣。

## 聚落
該地區發展較早的聚落有下雙溪、三塊厝（已消失）等，在日治期初期的官方地圖上已有記載。

## 交通
省道台19線又稱「中央公路」，是彰化至永康的幹道，經過本地區西部邊界地帶。由該道路北行可前往雲林縣北港鎮、元長鄉、襃忠鄉、崙背鄉等地；南行可前往朴子市、義竹鄉、臺南市鹽水區、學甲區等地。
鄉道嘉50線是更寮至蒜頭的道路，其西側端點（起點）位於本地區西部邊界地帶的省道台19線路口（臨近更寮地區）。